# Manambolo
Il Manambolo è un fiume che scorre nel Madagascar occidentale.
Ha la sua sorgente sugli altipiani centrali, a circa 130 km dalla capitale Antananarivo. Sfocia nel Canale del Mozambico.
Lungo il suo corso attraversa la riserva naturale integrale Tsingy di Bemaraha.